# Puławy (krater marsjański)
Puławy – krater na powierzchni Marsa o średnicy 51,84 km, położony na 36,8° szerokości południowej i 76,7° długości zachodniej.
Decyzją Międzynarodowej Unii Astronomicznej w 1979 roku został nazwany od polskiego miasta Puławy.